# قائمة رؤساء مقدونيا الشمالية
رئيس جمهورية مقدونيا الشمالية (بالمقدونية: Претседател на Република Северна Македонија)(بالألبانية: Presidenti i Republikës së Maqedonisë së Veriut). يحدد الدستور والقوانين حقوق وواجبات الرئيس. يجب أن يكون الرئيس من مواطني مقدونيا الشمالية وأن يبلغ من العمر 40 عامًا وأن يعيش في مقدونيا لمدة عشر سنوات على الأقل من الخمسة عشر عامًا السابقة للانتخاب.

## قائمة الرؤساء

### جمهورية مقدونيا الاشتراكية
| No.                                                                            | الصورة                                                     | الاسم (الميلاد–الوفاة)               | مدة الحكم      | مدة الحكم      | الحزب                                                     |
| No.                                                                            | الصورة                                                     | الاسم (الميلاد–الوفاة)               | استلم المنصب   | ترك المنصب     | الحزب                                                     |
| ------------------------------------------------------------------------------ | ---------------------------------------------------------- | ------------------------------------ | -------------- | -------------- | --------------------------------------------------------- |
| رئيس اللجنة الأولية لجمعية التحرير الشعبية لمقدونيا المناهضة للفاشية 1943–1944 |                                                            |                                      |                |                |                                                           |
| 1                                                                              |                                                            | ميتوديجا أندونوف إنتو (1902–1957)    | 1 أكتوبر 1943  | 2 أغسطس 1944   | الحزب الشيوعي المقدوني                                    |
| 1                                                                              | رئيس مجلس التحرير الشعبي المناهض للفاشية (أسنوم) 1944–1945 |                                      |                |                |                                                           |
| 1                                                                              |                                                            | ميتوديجا أندونوف إنتو (1902–1957)    | 2 أغسطس 1944   | 1 يناير 1945   | الحزب الشيوعي المقدوني                                    |
| 1                                                                              | رؤساء هيئة رئاسة مجلس الشعب 1945–1953                      |                                      |                |                |                                                           |
| 1                                                                              |                                                            | ميتوديجا أندونوف إنتو (1902–1957)    | 1 يناير 1945   | 15 مارس 1946   | الحزب الشيوعي المقدوني                                    |
| —                                                                              |                                                            | ديميتار نستوروف (1890–1968) بالوكالة | 16 مارس 1946   | 30 ديسمبر 1946 | الحزب الشيوعي المقدوني                                    |
| 2                                                                              |                                                            | بلاغوجا فوتيف (1900–1993)            | 1947           | 4 يناير 1951   | الحزب الشيوعي المقدوني                                    |
| —                                                                              |                                                            | فيدو سميلفسكي (1915–1979) بالوكالة   | 4 يناير 1951   | 1953           | الحزب الشيوعي المقدوني غير في عام 1952 عصبة شيوعي مقدونيا |
| رؤساء مجلس الشعب1953–1974                                                      |                                                            |                                      |                |                |                                                           |
| 3                                                                              |                                                            | ديميه ستويانوف (1910–1991)           | 1953           | 19 ديسمبر 1953 | عصبة شيوعي مقدونيا                                        |
| 4                                                                              |                                                            | لازار كوليشيفسكي (1914–2000)         | 19 ديسمبر 1953 | 26 يونيو 1962  | عصبة شيوعي مقدونيا                                        |
| 5                                                                              |                                                            | ليوبشو أرسوف (1910–1986)             | 26 يونيو 1962  | 24 يونيو 1963  | عصبة شيوعي مقدونيا                                        |
| 6                                                                              |                                                            | فيدو سميلفسكي (1915–1979)            | 25 يونيو 1963  | 12 مايو 1967   | عصبة شيوعي مقدونيا                                        |
| 7                                                                              |                                                            | ميتو هادجيفاسيلف (1921–1968)         | 12 مايو 1967   | 1 أغسطس 1968   | عصبة شيوعي مقدونيا                                        |
| 8                                                                              |                                                            | نيكولا مينيف (1915–1997)             | 23 ديسمبر 1968 | 6 مايو 1974    | عصبة شيوعي مقدونيا                                        |
| رؤساء رئاسة الجمهورية1974–1991                                                 |                                                            |                                      |                |                |                                                           |
| 9                                                                              |                                                            | فيدو سميلفسكي (1915–1979)            | 6 مايو 1974    | 31 أكتوبر 1979 | عصبة شيوعي مقدونيا                                        |
| 10                                                                             |                                                            | ليوبشو أرسوف (1910–1986)             | 31 أكتوبر 1979 | 29 أبريل 1982  | عصبة شيوعي مقدونيا                                        |
| 11                                                                             |                                                            | أنجيل سيمرسكي (1923–2005)            | 29 أبريل 1982  | 29 أبريل 1983  | عصبة شيوعي مقدونيا                                        |
| 12                                                                             |                                                            | بلاغوجا تاليسكي (1924–2001)          | 29 أبريل 1983  | 29 أبريل 1984  | عصبة شيوعي مقدونيا                                        |
| 13                                                                             |                                                            | تومي بوكليسكي (1921–2018)            | 29 أبريل 1984  | 26 أبريل 1985  | عصبة شيوعي مقدونيا                                        |
| 14                                                                             |                                                            | فانو أبوستولسكي (1925–2008)          | 26 أبريل 1985  | 28 أبريل 1986  | عصبة شيوعي مقدونيا                                        |
| —                                                                              |                                                            | ماتيا ماتيفسكي (1929–2018) بالوكالة  | 28 أبريل 1986  | 30 أبريل 1986  | عصبة شيوعي مقدونيا                                        |
| 15                                                                             |                                                            | دراغولجوب ستافريف (1932–2003)        | 30 أبريل 1986  | مايو 1988      | عصبة شيوعي مقدونيا                                        |
| 16                                                                             |                                                            | جيزديمير بوجدانسكي (1930–2007)       | مايو 1988      | 28 أبريل 1990  | عصبة شيوعي مقدونيا                                        |
| 17                                                                             |                                                            | فلاديمير ميتكوف (ولد 1931)           | 28 أبريل 1990  | 27 يناير 1991  | عصبة شيوعي مقدونيا                                        |
| 18                                                                             |                                                            | كيرو غليغوروف (1917–2012)            | 27 يناير 1991  | 18 سبتمبر 1991 | مستقل                                                     |

### مقدونيا الشمالية
| No. | الصورة | الاسم (الميلاد–الوفاة)                  | فترة الحكم     | فترة الحكم     | الانتخابات | الحزب السياسي                                                                |
| --- | ------ | --------------------------------------- | -------------- | -------------- | ---------- | ---------------------------------------------------------------------------- |
| 1   |        | كيرو غليغوروف (1917–2012)               | 18 سبتمبر 1991 | 4 أكتوبر 1995  | 1994       | مستقل                                                                        |
| —   | 93x94  | ستويان أندوف (1935–2024) بالوكالة       | 4 أكتوبر 1995  | 17 نوفمبر 1995 | —          | الحزب الليبرالي المقدوني                                                     |
| (1) |        | كيرو غليغوروف (1917–2012)               | 17 نوفمبر 1995 | 19 نوفمبر 1999 | —          | مستقل                                                                        |
| —   |        | سافو كليموفسكي (1947–) بالوكالة         | 19 نوفمبر 1999 | 15 أغسطس 1999  | —          | البديل الديمقراطي                                                            |
| 2   |        | بوريس ترايكوفسكي (1956–2004)            | 15 أغسطس 1999  | 26 فبراير 2004 | 1999       | منظمة الداخلية المقدونية الثورية - الحزب الديمقراطي للوحدة الوطنية المقدونية |
| —   |        | ليوبكو يوردانوفسكي (1953–2010) بالوكالة | 26 فبراير 2004 | 12 مايو 2004   | —          | الاتحاد الديمقراطي المشترك                                                   |
| 3   |        | برانكو كريفنكوفسكي (1962–)              | 12 مايو 2004   | 12 مايو 2009   | 2004       | الاتحاد الديمقراطي المشترك                                                   |
| 4   |        | جورجي إيفانوف (1960–)                   | 12 مايو 2009   | 12 مايو 2019   | 20092014   | منظمة الداخلية المقدونية الثورية - الحزب الديمقراطي للوحدة الوطنية المقدونية |
| 5   |        | ستيفو بنداروفسكي (1963–)                | 12 مايو 2019   | 12 مايو 2024   | 2019       | الاتحاد الديمقراطي المشترك                                                   |
| 6   |        | غوردانا سيليانوفسكا دافكوفا (1953–)     | 12 مايو 2024   | في المنصب      | 2024       | منظمة الداخلية المقدونية الثورية - الحزب الديمقراطي للوحدة الوطنية المقدونية |

## روابط خارجية
- الموقغ الرسمي لرئيس مقدونيا الشمالية